# Georg Deffner
Georg Deffner (* 15. Februar 1910 in Violau; † 6. Februar 1987 in Augsburg) war SS-Hauptscharführer und im KZ Dachau sowie dessen Außenlagern tätig. Ein US-Militärgericht verurteilte ihn nach Ende des Zweiten Weltkrieges im Rahmen der Dachauer Prozesse wegen Gefangenenmisshandlung zu drei Jahren Haft.

## Leben
Deffner trat zum 1. Mai 1933 der NSDAP bei (Mitgliedsnummer 3.447.062) und gehörte zu den Veteranen des KZ-Systems. Er trat bereits im September 1933 der SS-Wachtruppe „Oberbayern“ (siehe SS-Totenkopfverbände) bei (SS-Nummer 80.637) und verrichtete Dienste als Schreiber und Rechnungsführer.
Im KZ Dachau begann er seine Tätigkeit im Januar 1942 und erreichte im Stammlager den Posten des Leiters der Poststelle, was vor allem auch die Zensur der ein- und ausgehenden Post der Gefangenen bedeutete.
Von August 1943 an war er erst Arbeitstruppführer, dann Lagerführer im neu gegründeten KZ-Außenlager Kempten, dessen Insassen aus dem KZ Dachau kamen und für den Aufbau von Rüstungsbetrieben arbeiten mussten.
Ab Mitte April 1944 leitete er das KZ-Außenlager Kottern-Weidach bei Kempten, bis ihn im Februar 1945 Edmund Zdrojewski dort ablöste.
Danach übernahm er als Lagerführer bis zum Kriegsende das KZ-Außenlager Kaufering I – Landsberg.

## Der Prozess
Vom 6. bis 11. Februar 1947 verhandelte ein US-amerikanisches Militärgericht im Internierungslager Dachau im Rahmen eines Nebenprozesses zum Dachau-Hauptprozess gegen Georg Deffner. Man warf ihm vor, in der Zeit zwischen 1. Januar 1942 und 29. April 1945 während seiner Bewachungs- und Aufsichtstätigkeiten im KZ-Stammlager Dachau und den Außenlagern Kempten, Kottern und Kaufering sowie auf dem Todesmarsch von Kaufering nach Dachau am 24. April 1945 zivile Gefangene aus den Ländern Litauen, Frankreich, Italien und Russland und Kriegsgefangene Misshandlungen und Grausamkeiten unterworfen zu haben.
Im Prozess gab Deffner an, höchstens Gefangene geohrfeigt zu haben, die beim Diebstahl ertappt wurden. Einige der elf ehemaligen Mitarbeiter auf der Poststelle in Dachau bekundeten, er habe seine Untergebenen korrekt behandelt. Von Misshandlungen, sagte Deffner, habe er in Dachau nur gehört. In einem seiner ihm unterstellten Lager sei die Kapo-Mannschaft ausdrücklich aufgefordert worden, Gefangene nicht zu schlagen. Hieran glaubte sich ein als Entlastungszeuge benannter ehemaliger Kapo zu erinnern. Deffner gab immerhin zu, dass während seiner Tätigkeit die Arbeits- und Lebensbedingungen im Lager Kottach-Weiden schlecht und in Kaufering noch schlechter gewesen seien.
Die Belastungszeugen berichteten dagegen für die Zeit von Deffners Zuständigkeit von Strafaktionen wie Stehbunker, Pfahlhängen und Prügelstrafen auf dem Prügelbock. Auch wurden Häftlinge zur Bestrafung nach Dachau zurückgeschickt. Was dort auf sie wartete, musste Deffner nicht wissen.
Wegen der Transporte von kranken und nicht mehr arbeitsfähigen Häftlingen zurück nach Dachau und schließlich den Todesmarsch von Kaufering nach Dachau, bei dem keine Gefangenen in die Hände der Alliierten fallen sollten, berief sich Deffner auf den Befehlsnotstand.
Auffällig ist eine Anmerkung von Efraim Zuroff in seinem Buch Beruf, Nazijäger. Er weist darauf hin, dass jüdische Organisationen, die Naziverbrechern auf der Spur waren, nach Zeugen für Deffners Tätigkeit suchten und zwar mit deutlich höherer Priorität als für den eigentlich bekannteren KZ-Arzt Josef Mengele.
Das Gericht nahm Deffner in Anbetracht der belastenden Aussagen überlebender Häftlinge seine Unschuldsbekundung nicht ab und verurteilte ihn zu drei Jahren Freiheitsentzug wegen Gefangenenmisshandlung.